# Akanthou
Akanthou (in greco Ακανθού?; in turco: Tatlısu) è un comune de facto appartenente alla Repubblica Turca di Cipro del Nord e, de iure, alla Repubblica di Cipro, con 1 459 abitanti (dati 2011).
Situato sulla costa nord-orientale dell'isola, è ricompreso de iure nel distretto di Famagosta, de facto nel distretto di Gazimağusa.

## Storia
La storia del sito comprende, con interruzioni, l'arco di quasi dieci millenni.

### Neolitico
A quattro chilometri dal villaggio, sulle pendici delle montagne di Kantara, si trova il sito di scavi di Akanthou-Arkosykos o Tatlisu-Çiftlikdüzü. Le tracce risalgono al periodo neolitico, ma anche all'età del bronzo e all'antichità. La fascia costiera era anche conosciuta come "le rive degli Achei", dove si dice sia sbarcato Teukros, il leggendario fondatore di Salamina.
Numerose conchiglie lavorate e destinate a diventare gioielli, diverse migliaia di lame di ossidiana, frammenti di ossa di vari animali domestici, come maiali o pecore, ma anche di animali selvatici, come ippopotami pigmei o daini, rappresentano i manufatti neolitici sui quali l'archeologa turca Müge Şevketoğlu ha scritto la sua tesi di laurea. L'insediamento sorprendentemente grande del periodo tra 8200 e 7800/7700 a.C. misurava 470 m per 70 m. Durante la campagna di scavi del 2005, sono stati trovati un osso mascellare e frammenti di cranio di un uomo di circa 25 anni. Arkosykos, risalente a circa 8200 a.C., riempie il lungo vuoto non colmato tra le prime tracce di insediamento ad Aetokremnos (circa 9825 a.C.) e l'inizio della cultura di Chirokitia (circa 7000 a.C.), il cui sito principale, un grande insediamento di forse un migliaio di abitanti in circa 60 case, si trova 32 km a sud ovest di Larnaca.
I coloni di Akanthou, che probabilmente venivano dall'Asia Minore, portarono le loro capre, pecore, maiali e bovini, insieme a daini, cani e, sorprendentemente, volpi, oltre a grano, orzo e lenticchie, probabilmente anche piselli. Vivevano in almeno sette case rotonde di pietra. In questo contesto, l'enorme numero di lame di ossidiana e il fatto che non siano stati trovati nuclei - cioè che non ci sia stata produzione in loco - potrebbero indicare che l'insediamento era un importante centro di distribuzione nel Mediterraneo orientale.

### Età Antica e Bizantina

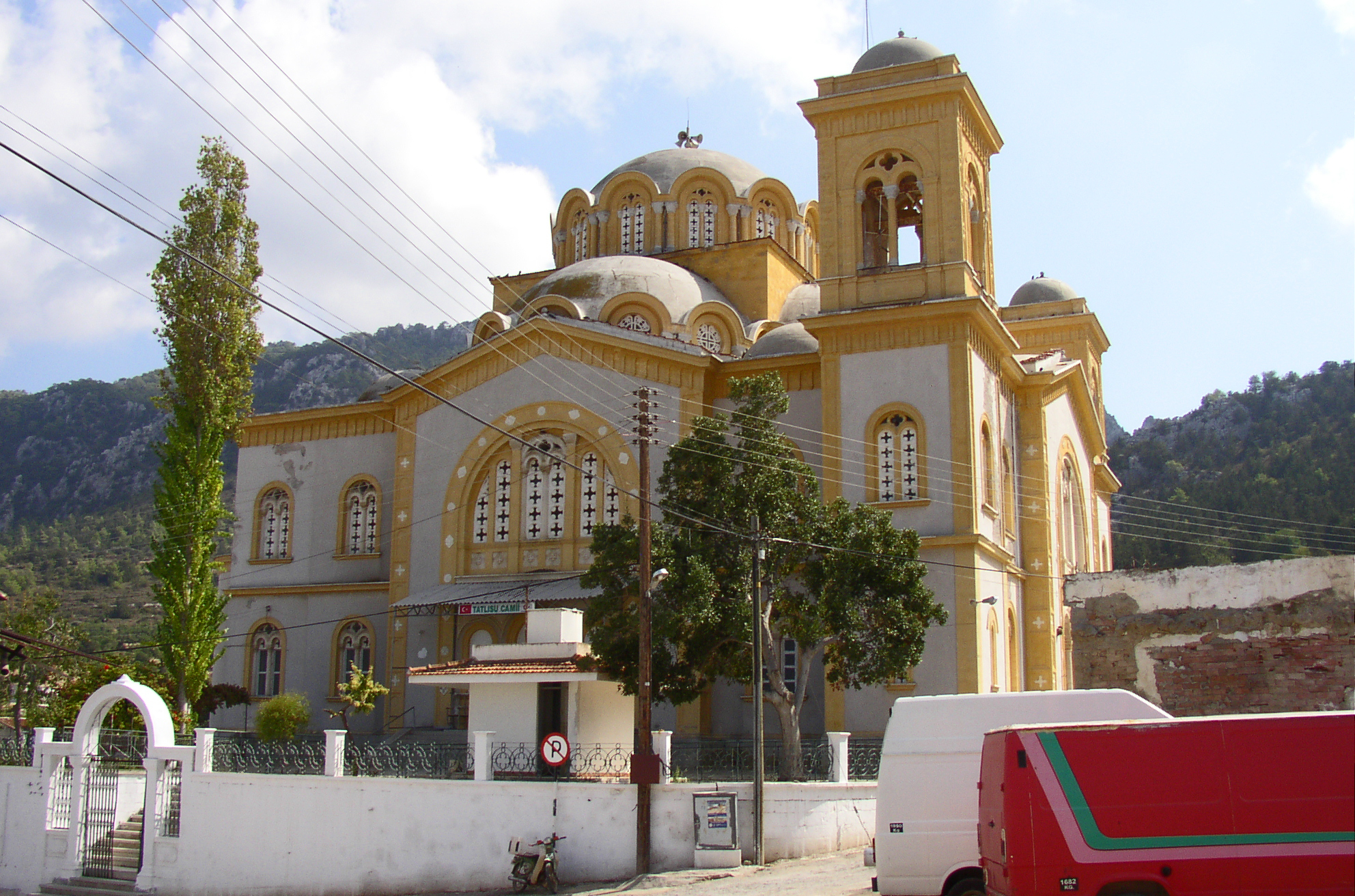
La moschea di Akanthou, già chiesa ortodossa

A nord di Akanthou si trova il sito in rovina di Liastrika, che da allora è stato identificato con l'Afrodision ellenistica. Secondo Terence Bruce Mitford Afrodision era la capitale del Karpas nella tarda età del ferro, ma fu poi sostituita da Carpasia, che a sua volta passò sotto il dominio di Salamina. Ad Aphrodision probabilmente esisteva un tempio di Afrodite. Un hotel di tre piani costruito illegalmente è stato costruito nella zona archeologicamente. L'insediamento greco di Akanthou fu stabilito solo tra il VII e il X secolo. Il nome risale probabilmente o alla parola greca "anghati", che significa "spinoso" o "appuntito", o risale a una pianta spinosa che esiste solo nel Levante. Il nome turco Tatlısu fu dato al luogo nel 1975 in ricordo del fatto che gli arrivati avevano dovuto sgomberare il villaggio omonimo nel sud dell'isola. Il nome significa 'acqua dolce' o 'acqua potabile'.

### Età Lusignana, Veneziana e Ottomana

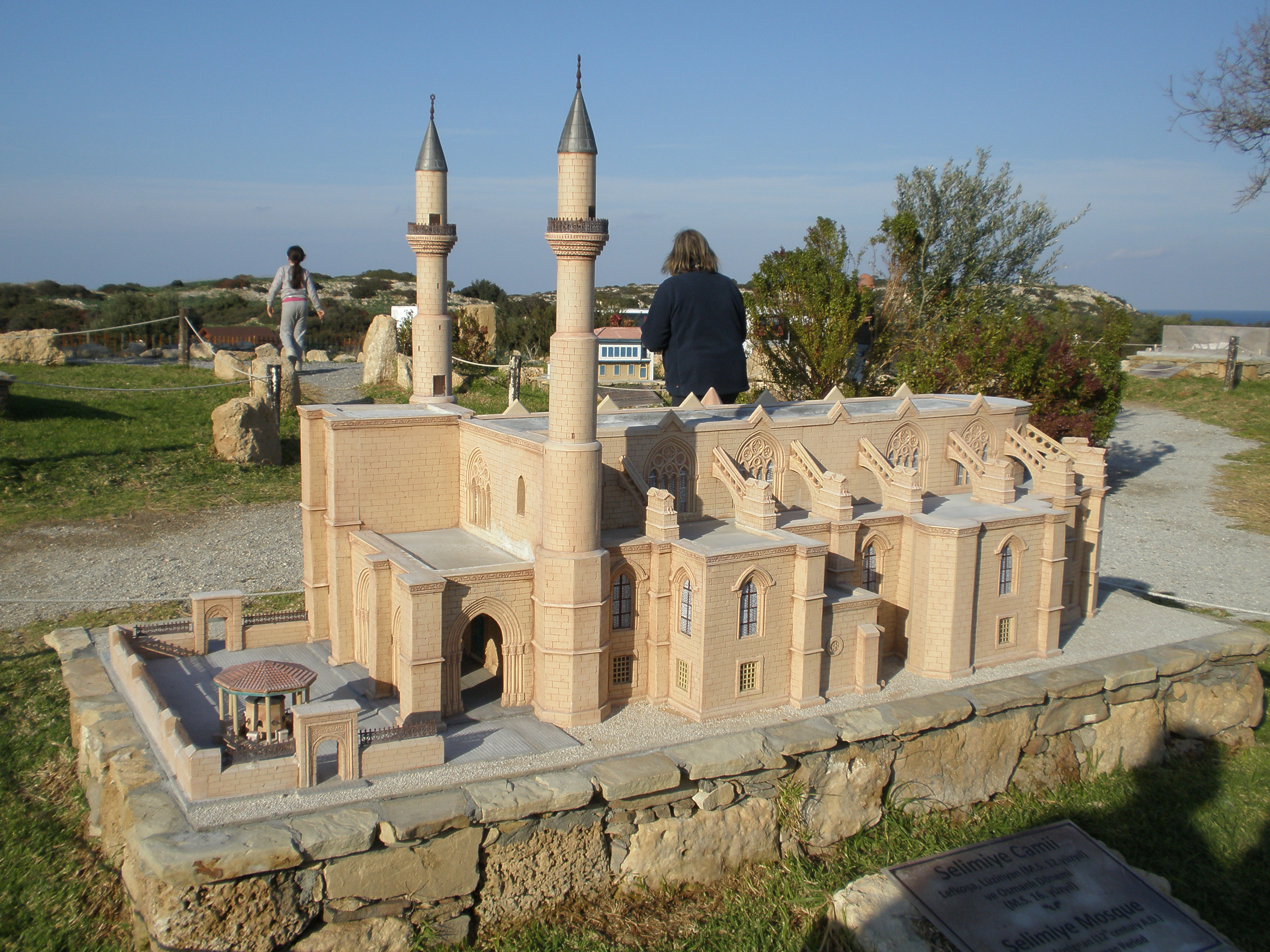
Modello della Moschea Selimiye di Lefkoşa ad Akanthou

Il primo insediamento era sulla costa, ma fu abbandonato a causa delle incursioni mamelucche e spostato nella posizione attuale. Sotto i Lusignano, nelle pianure intorno ad Akanthou era coltivata la canna da zucchero, anche se la produzione nel sud-ovest dell'isola rimase sempre più importante di quella nel Karpas. I Veneziani, che governarono l'isola dal 1489 al 1570/71, continuarono la tradizione dello zucchero, che risale al X secolo, anche intorno ad Akanthou, così come gli Ottomani, che conquistarono Cipro dai Veneziani. Allo stesso modo, l'estrazione dei gelsi. Quando nel 1690 la flotta sotto il comando di Çıfıtoğlu Ahmet Pasha salpò per sopprimere la "ribellione" sotto Mehmed Ağa Boyacıoğlu che era iniziata nel 1685, questo salpò da Akanthou per confiscare i mulini di grano di Kythrea. Questo privò i ribelli trincerati a Nicosia della loro base di approvvigionamento; il fuggitivo Boyacıoğlu fu giustiziato più tardi quell'anno, così come i suoi seguaci.
Akanthou è sempre stata abitata da greco-ciprioti. Anche nel periodo ottomano, l'olio d'oliva era uno dei prodotti più importanti. Nel primo censimento ottomano del 1831, i greco-ciprioti rappresentavano già quasi il 96% della popolazione del villaggio, sebbene fossero registrati solo i capifamiglia, di cui ne furono contati 131. Di questi, 10 erano considerati turchi.

### Dominio britannico, indipendenza, guerra civile

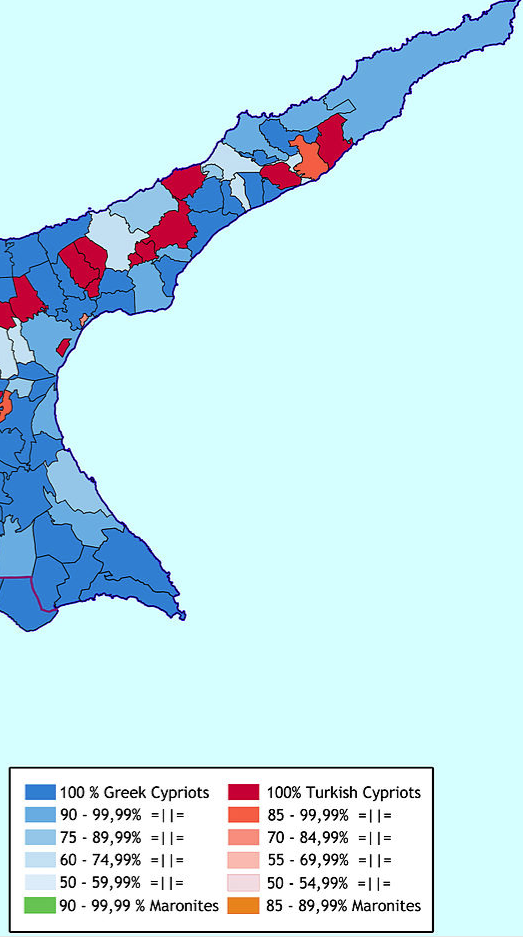
Distribuzione delle etnie greca e turca nella parte orientale di Cipro prima del 1974

Fino al 1891, quando gli inglesi assunsero il governo dell'isola, questa proporzione salì ancora leggermente sino al 96,6%, con una popolazione di 1 185 persone, tra cui 63 turchi. I musulmani tra la popolazione scesero costantemente da 63 nel 1891 a otto nel 1946, mentre nello stesso periodo il villaggio crebbe da 1 185  a 1 782 abitanti. Akanthou, che si trovava al confine occidentale del Karpas, nel 1881 fu assegnata alla pianura della Messaria, ma nel 1891 tornò al Karpas.

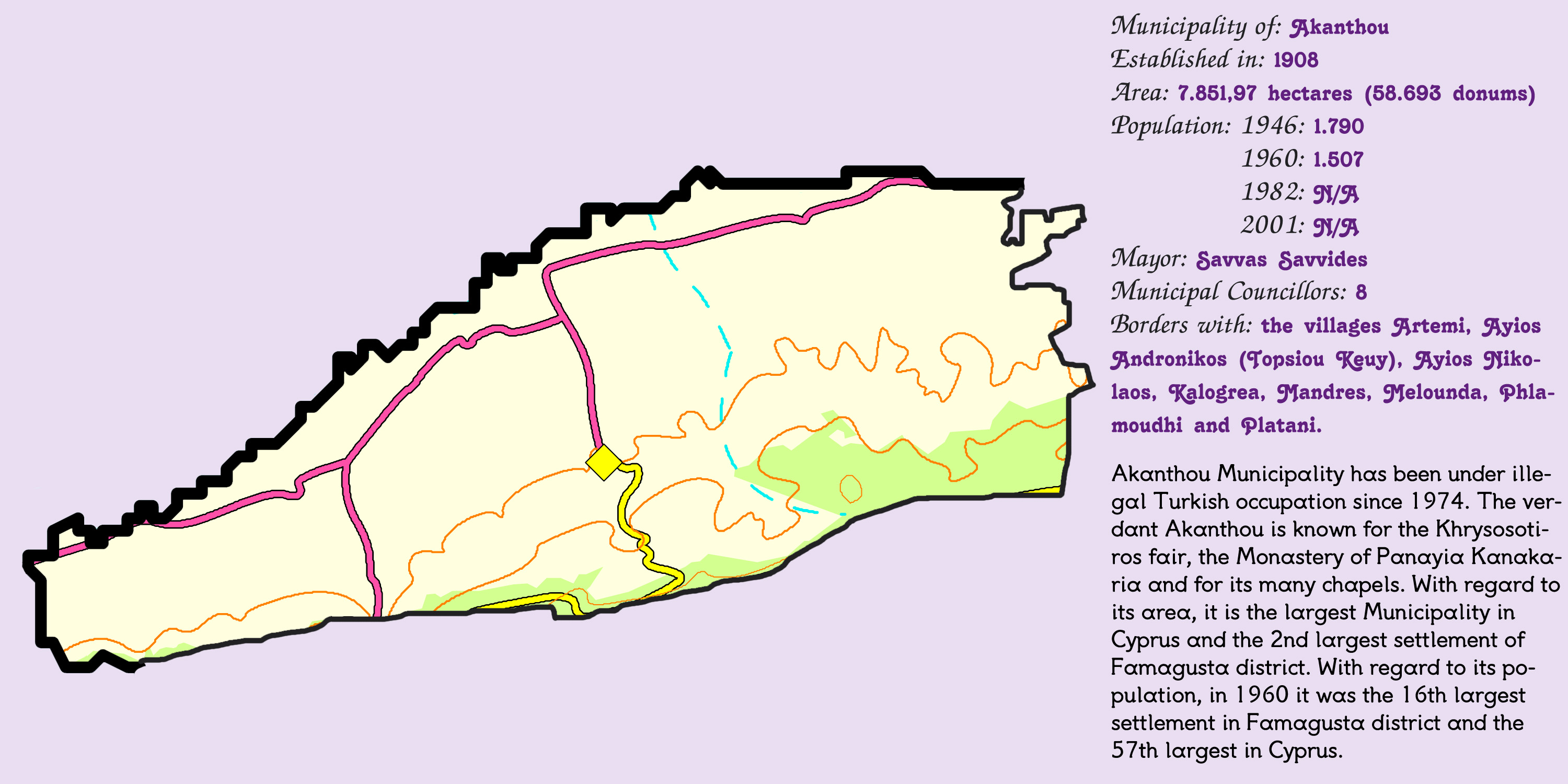
Mappa d'insieme del Comune

Nel 1960, a causa della guerra civile strisciante, gli ultimi turchi avevano lasciato il villaggio, mentre il numero di greci, che era di 1507 nel 1960, diminuì anch'esso, fino a 1294 nel 1973. Nell'agosto del 1974, tutti gli abitanti fuggirono al sud per sfuggire all'esercito turco. Essi cercarono rifugio nelle città della parte meridionale di Cipro. Inizialmente, il sito abbandonato fu occupato nel 1974 da circa 700 turco-ciprioti provenienti da Mari/Tatlısu, ma la maggior parte di loro preferì ugualmente la vicinanza a una città più grande. Quando i greci di Bellapais, che si trova a pochi chilometri a sud-est della città di Kyrenia, furono deportati nel sud dell'isola nel 1976, la maggior parte dei turchi di Tatlısu si reinsediarono nuovamente a Bellapais. Solo circa 100 di loro sono rimasti ad Akanthou.

### Akanthou sotto Cipro del Nord.
A questo punto il villaggio fu nuovamente colonizzato dall'esterno, questa volta da persone senza terra provenienti dalla Turchia, principalmente dai distretti e dalle province di Konya, Adana, Araklı, Osmaniye, Çaykara, Kahramanmaraş e Gaziantep. Nel 1996, c'erano ancora 1029 residenti, mentre nel 2006 ce n'erano 1.160, saliti a più di 2.000 durante la stagione estiva. Nel 2011, c'erano già 1 459 abitanti.

## Monumenti e luoghi d'interesse

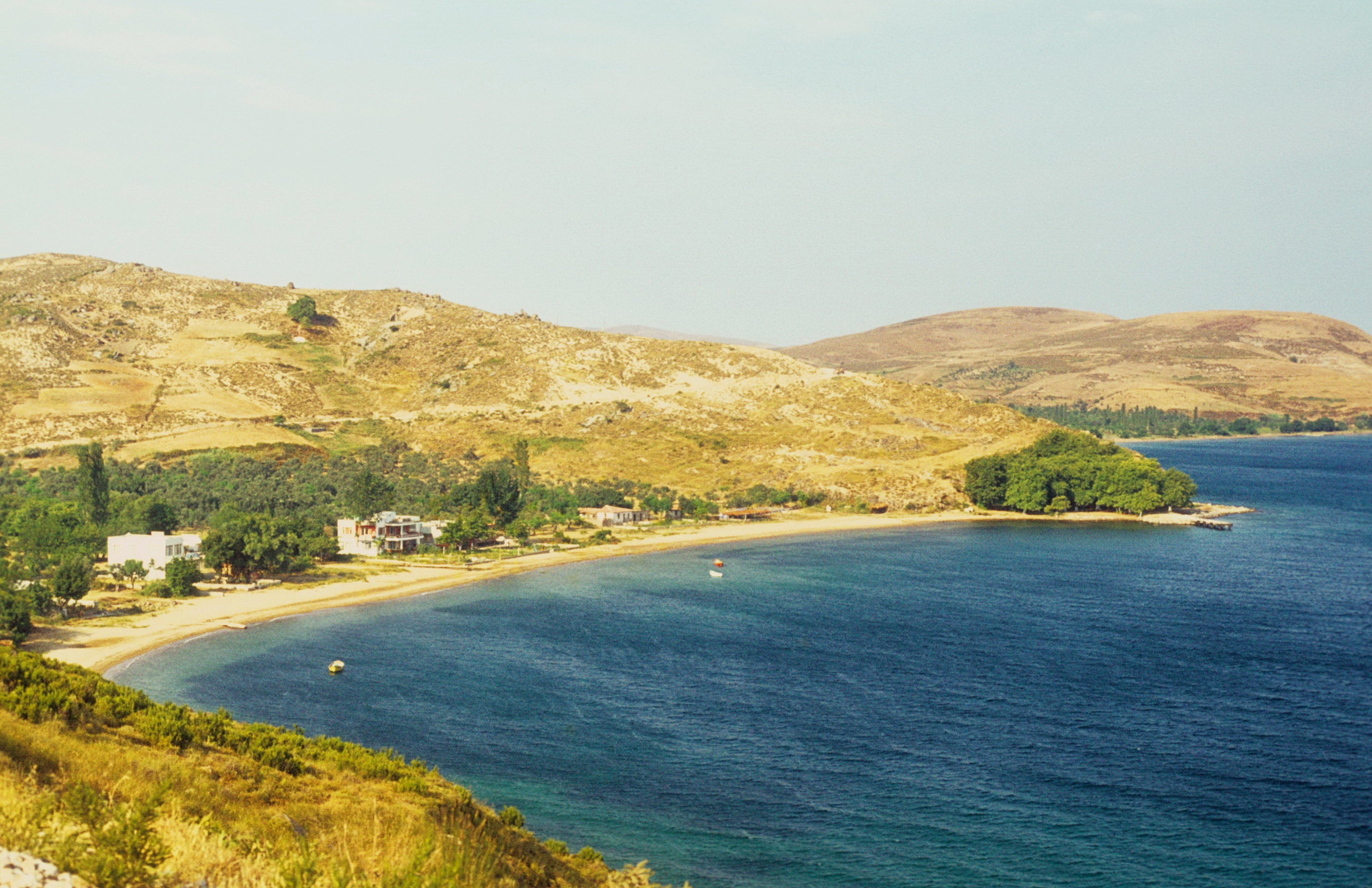
I primi Hotel nel 1973

### Architetture religiose
Chiesa di Panagia Pergaminiotisa a Pergamo - questa era originariamente una grande chiesa bizantina con tre navate e tre absidi, ma fu distrutta da un terremoto o a causa delle incursioni arabe nel VII secolo. La chiesa attuale fu costruita nell'XI o XII secolo. Le sue pareti erano piene di affreschi, ma questi sono stati rubati dopo l'invasione turca nel 1974; furono trovati in Germania in possesso del ladro, Aydın Dikmen, nel 1997 e restituiti. La chiesa è stata restaurata nel 2009.

### Siti archeologici
- Çiftlikdüzü - il sito neolitico potrebbe essere il primo insediamento umano a Cipro. Dal 1998, il sito è stato scavato dagli archeologi del TÜBİTAK e dell'Università Internazionale di Cipro. Esso risale all'8400 a.C. Gli abitanti erano cacciatori-raccoglitori e capanne circolari di paglia, così come un piccolo numero di ossa umane, sono tra gli artefatti trovati negli scavi.[18]
- Antica città di Pergamo - la città si trova a 5 km (3 mi) a est di Akanthou, tra i fiumi Trodia e Lukkos. Fu fondata come colonia dagli abitanti di Pergamo in Asia Minore dopo la guerra di Troia. La città sopravvisse per oltre un millennio. Fu colpita frequentemente dalle incursioni dei pirati e fu costruito un tunnel che forniva una via di fuga verso il mare. Le incursioni erano associate a stupri di massa di donne e saccheggi, e i predoni portavano via le donne e gli animali. La città fu infine abbandonata a causa di tali razzie e gli abitanti si trasferirono ad Akanthou.[18]

## Società

### Evoluzione demografica

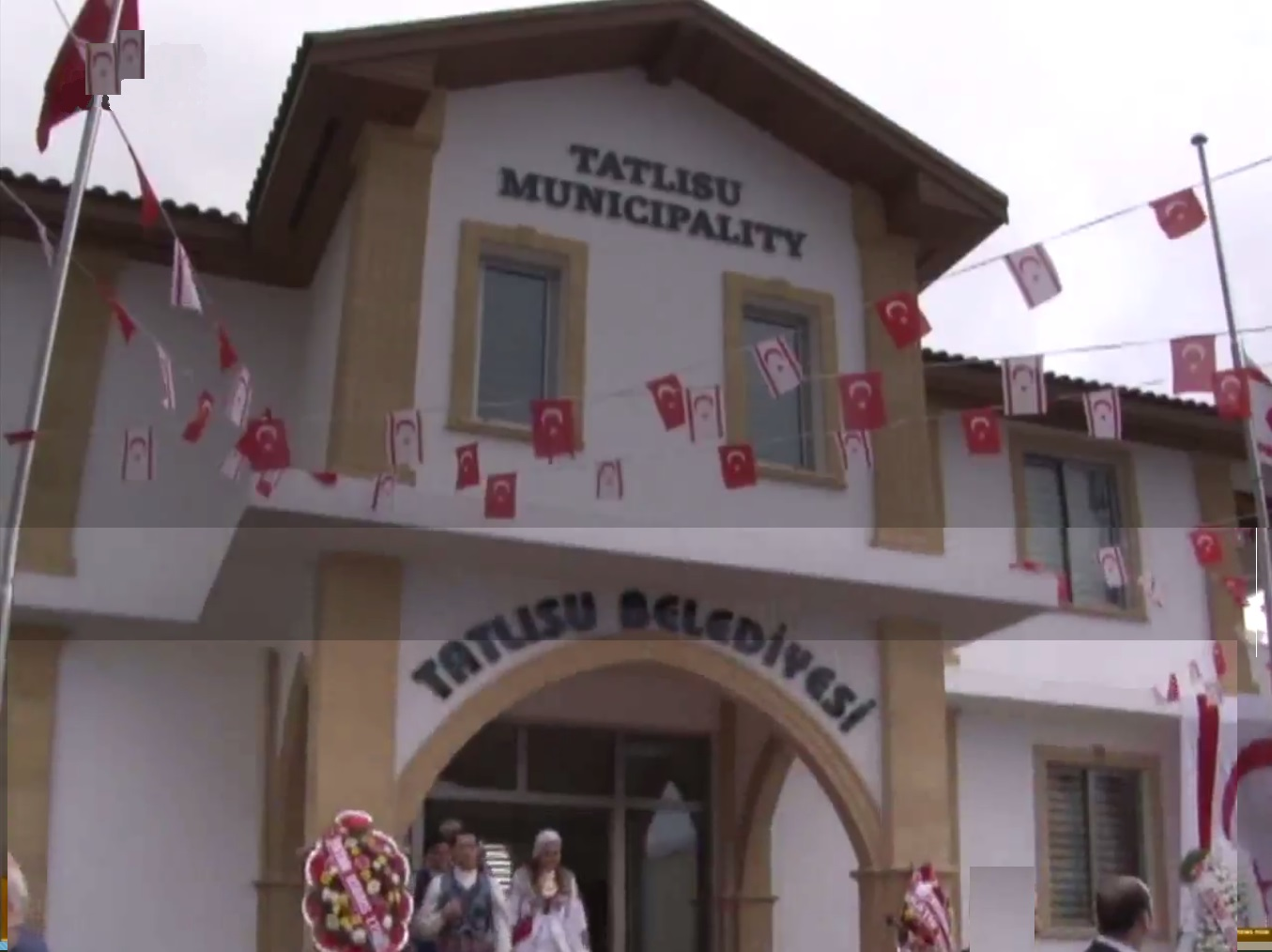
Edificio del comune di Tatlısu.

Secondo i dati dei censimenti, storicamente il villaggio era prevalentemente popolato da greci ciprioti. Il censimento del 1831 registrò una popolazione maschile adulta di 10 turco-ciprioti e 163 greco-ciprioti. Circa 1300 greco-ciprioti vennero deportati dal villaggio dopo l'invasione turca di Cipro nel 1974. Il villaggio fu poi scelto come luogo di reinsediamento per gli sfollati turco-ciprioti di Mari, ma solo 100 furono reinsediati nel villaggio poiché per lo più essi insistettero per essere più vicini alle città. Il villaggio fu comunque rinominato Tatlısu nel 1975, utilizzando il nome turco di Mari. Il resto del villaggio fu ripopolato da agricoltori turchi che si stabilirono da aree come Konya, Adana, Araklı, Osmaniye, Çaykara, Kahramanmaraş e Gaziantep. Nel XXI secolo, in seguito al boom edilizio a Cipro del Nord, anche un certo numero di turco-ciprioti ed europei ha acquistato proprietà nel villaggio.

## Amministrazione
La città è amministrata dal Comune turco-cipriota di Tatlısu, fondato nel 1975. L'attuale sindaco è A. Hayri Orçan del Partito Democratico.
Nel 2014 è stato inaugurato un nuovo municipio.

### Gemellaggi
Akanthou è gemellata con:
- Tarsus[24]
- Sumqayit, dal 2005[25]
- Altınova[26]

## Sport

### Calcio
Il Tatlısu Sports Club turco-cipriota è stato fondato nel 1950, e ora è nella seconda divisione K-PET della Federazione calcistica di Cipro del Nord (CTFA).